# Oyelite
La oyelite è un minerale.